# موارة (زاز الشرقي)
موارة (بالفارسية: مواره) هي قرية تقع في إيران في قسم زاز الشرقي الریفي. يقدر عدد سكانها بـ 45 نسمة .